# 蜘蛛駕籠
『蜘蛛駕籠』（くもかご）は古典落語の演目。別題に『住吉駕籠』（すみよしかご）。元は上方落語であり、住吉大社を舞台として『住吉駕籠』となる。初代柳家小はんが東京に持ち込んだ。類話（改作）として、雀駕籠（すずめかご）がある。
主な演者として、東京では5代目柳家小さんや三遊亭小遊三、桂宮治、上方では6代目笑福亭松鶴や3代目桂米朝などが得意としている。

## あらすじ
鈴ヶ森（現在の品川区南大井）で駕籠屋（雲助、くもすけ）が客待ちをしている。武士や酔っ払いなどと様々なやり取りをした後、とある品川宿に向かう客を掴む。その客は2人組だが1人客のフリをして駕籠に乗り込む。雲助たちは気づかず走り始めるが、明らかに重く不思議に思う。やがて中の客が相撲の話から取っ組み合いを始めたため、最後には底が抜けてしまう。そこでようやく雲助たちは2人いたことを知り怒るが、客たちはこのまま駕籠の中で自分たちも歩いて行くから許してくれという。こうして雲助と客たちは歩き始める。
この様子を見ていた子供が「おとっつぁん、面白いよ。駕籠の中から足が4本出て、駕籠屋と合わせて8本ある」と父親に言う。これに父親は答える。
「あれが本当のクモ駕籠だ」

## 雀駕籠
基本的なあらすじは蜘蛛駕籠と同じである。駕籠屋は、チュウを飛ぶように速いから「雀駕籠」と呼ばれることもあると聞いた客が、駕籠屋にスズメの泣き真似をしながら走ってくれと頼む。駕籠屋はこれに応えるが、次第に客が調子に乗って、カラスやトンビの真似をさせる。最後にウグイスの鳴き真似を頼まれたところで、駕籠屋が言う。
「ウグイスはまだカゴ慣れしてません」